# República Batava

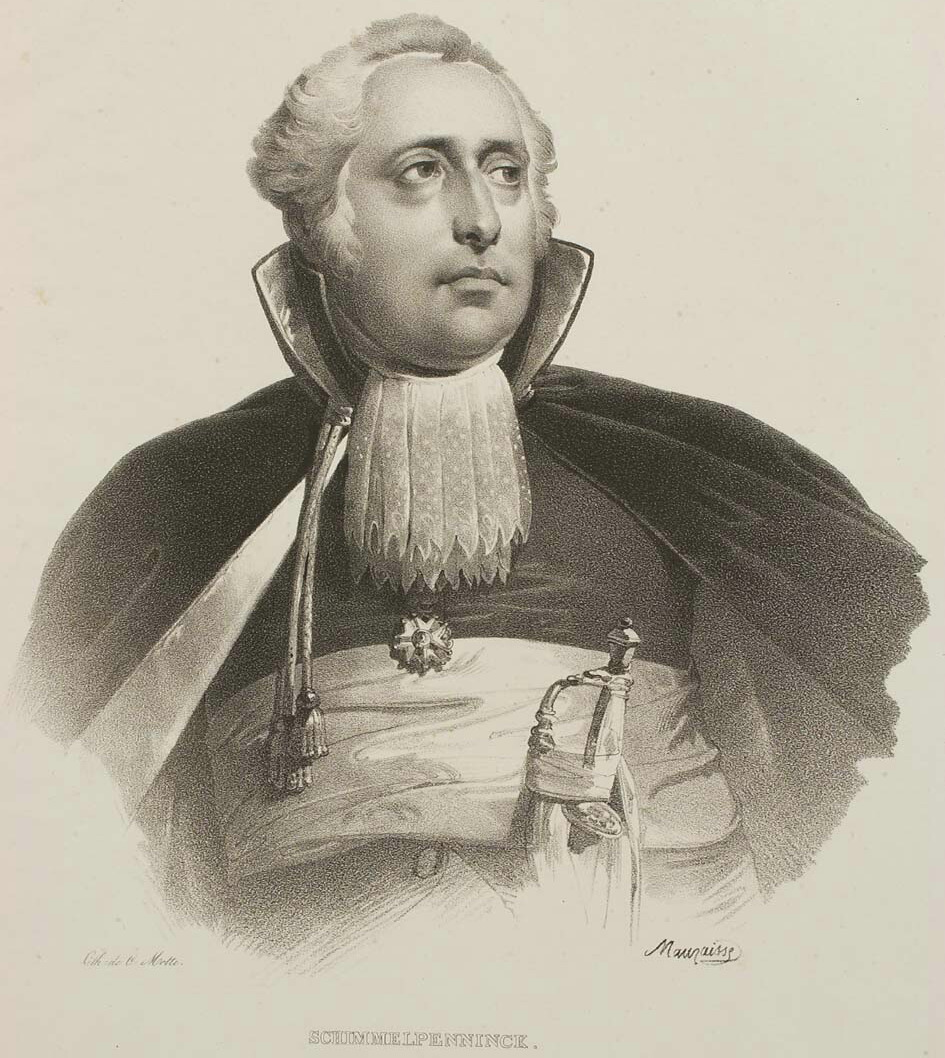
Rutger Jan Schimmelpennick, cap de la República

La República Batava (neerlandès: Bataafse Republiek) fou una república amb aproximadament el mateix territori que els actuals Països Baixos, que va existir entre 1795 i 1806. La República Batava va ser fundada pels francesos i els polítics revolucionaris neerlandesos després que l'últim estatúder de les Províncies Unides, Guillem V d'Orange-Nassau, fugís a Anglaterra després de l'ocupació francesa del país el 19 de gener de 1795. El nom de la República procedia del dels antics bataus, una tribu germànica que vivia a la mateixa zona en el moment de la conquesta romana.
La República Batava va ser una república germana de França. La política adoptada era revolucionària i liberal, a part de molt inestable, ja que van arribar a produir-se diversos cops d'estat durant la seva curta existència. El 1805 els experiments democràtics van acabar i Rutger Jan Schimmelpenninck fou nomenat Raadspensionaris. A l'any següent, Napoleó I de França va dissoldre la República i va substituir-la pel Regne d'Holanda. La Corona va recaure sobre el seu germà, Lluís Napoleó Bonaparte.

## Història

### Orígens
Des de 1778 es va anar consolidant la presència a les Províncies Unides d'un Partit patriota que es veia immers en les idees dels il·lustrats francesos de la segona meitat del segle xviii. Contraris a l'oligarquia dirigent, al poder del Estatúder i també a l'església oficial (la calvinista), aquest incipient partit agrupava a diferents elements procedents de la burgesia (industrials, comerciants i banquers), a membres de minories religioses i a altres sectors minoritaris, com impressors, editors i professors.
En el context de les crisis de la dècada de 1780, els patriotes holandesos van aconseguir mobilitzar les masses urbanes en milícies, arribant a aconseguir un gran poder al llarg de tota l'extensió el país, fins al punt d'obligar a l'estatúder Guillem V d'Orange-Nassau a marxar de La Haia. Però el 1788 tots els seus assoliments es van veure frustrats amb la intervenció prussiana sota el comandament del Duc de Brunswick, que va aixafar el moviment dels patriotes i va restaurar l'autoritat de Guillem. La intervenció prussiana va causar una emigració massiva dels patriotes holandesos cap a París, on van seguir conspirant tot esperant una millor ocasió, mentre a Holanda es van anar reorganitzant lentament.

### Una nova República
A principis de 1795, recolzats per les tropes franceses, els patriotes holandesos van entrar a les Províncies Unides. L'entrada dels els patriotes emparats pels francesos va provocar l'esclat d'una revolució interna a Ámsterdam, Utrecht i La Haia, coneguda en la historiografia neerlandesa com la Revolució Batava; Cap al 19 de gener l'estatúder Guillem d'Orange-Nassau havia perdut el control del país i es va veure obligat a fugir cap a Gran Bretanya. Després d'aquests esdeveniments, es va fundar la República Batava per part dels bataus (nom que van rebre els polítics revolucionaris neerlandesos) ajudats dels francesos. El nom de la República procedia dels antics bataus, una tribu germànica que havia viscut a la zona en el moment de la conquesta romana.
Des del principi, la República Batava va ser creada com un Estat satèl·lit de la República francesa, sent una continuació de la política de la creació de les repúbliques germanes als territoris veïns de França. La política adoptada era revolucionària i liberal, a part de molt inestable, perquè van arribar a produir-se diversos cops d'estatdurant la seva curta existència. Precisament, la gran inestabilitat política i els molts cops d'estat van impedir un funcionament normal del país i de les institucions. Una de les poques polítiques revolucionàries que van tirar endavant va ser l'abolició dels últims vestigis de feudalisme que quedaven a les antigues Províncies Unides. Tampoc van poder els bataus dur a terme el seu projecte d'instaurar una Constitució democràtica (amb sufragi universal i una Assemblea única) per raó de les interferències del Directori francès, que no estava interessat en l'establiment d'un Estat que tingués per si mateix capacitat de decisió i pogués contradir els interessos de la política exterior francesa. L'antic estatúder Guillem, abans de marxar a l'exili, havia donat instruccions perquè les colònies holandeses fossin cedides als britànics i no caiguessin en mans franceses, però aquestes, en la seva majoria, es van mantenir sota control de la nova República.

### La invasió anglo-russa d'Holanda

#### La Mancomunitat Batava
En el context de la Segona Coalició contra França, la República va estar en guerra contra Gran Bretanya igual que la República Francesa i va participar especialment en els combats marítims i en la lluita en les colònies. Pel Tractat d'Amiens de 1802 els britànics van retornar gairebé totes les colònies que havien conquistat (Colònia del Cap, Guyana Neerlandesa i les Índies Orientals Neerlandeses) excepte la colònia de Ceilan.

### El final
Després d'una època de gran inestabilitat, el 1805 els experiments democràtics es van acabar i Rutger Jan Schimmelpenninck va ser nomenat Raadspensionaris vitalici, quedant com a únic líder polític. No obstant això, ho seria per poc temps, ja que a l'any següent Napoleó Bonaparte va dissoldre la República i la va substituir pel Regne d'Holanda; La Corona va recaure sobre el seu germà, Lluís Napoleó Bonaparte.

## Organització Territorial
Al llarg de la seva curta existència van estar vigents dues formes d'organització interna de la República Batava.

### 1799-1802

Divisió administrativa de la República Batava en 1799.

Per la Llei de 30 de març de 1799 es va establir la nova classificació dels departaments de la República Batava. Les regions van ser abolides i es va produir una ruptura amb el passat en produir-se la instauració dels departaments segons el model francès, on els límits regionals procedents de l'Edat Mitjana i l'Edat Moderna van desaparèixer:
- Departament de l'Amstel
- Departament de Delf
- Departament del Dommel
- Departament de l'Ems
- Departament del Baix IJssel
- Departament del Rhin
- Departament del Mosa i l'Escalda
- Departament de Texel

### 1802-1806
No obstant això, d'acord amb la Llei del 21 de juny de 1802, es va reestructurar la classificació dels departaments, tornant a recuperar el model de les classificacions històriques i regionals, que s'incorporaven de nou dins l'estructura departamental. Aquesta organització es mantindria fins i tot després de dissolta la República, durant l'època del Regne d'Holanda i més tard com a departaments de l'Imperi Francès.
- Departament de Batavia-Brabante
- Departament de Frisia
- Departament de Güeldres
- Departament d'Holanda
- Departament del Baix IJssel
- Departament de la Ciutat i el País de Groningen
- Departament d'Utrecht
- Departament de Zelanda